# Championnat d'Amérique du Sud féminin de volley-ball des moins de 18 ans 2018
Navigation
Édition précédente
Le 21e championnat d'Amérique du Sud féminin de volley-ball des moins de 18 ans s'est déroulé du 8 au 12 juillet 2018 à Valledupar au Colombie. Il a mis aux prises huit équipes et a été remporté par l'équipe d'Argentine.

## Équipes présentes
- Argentine
- Bolivie
- Brésil
- Chili
- Colombie
- Équateur
- Pérou
- Uruguay

## Classement final
| Place              | Équipe    |
| ------------------ | --------- |
| Médaille d'or      | Argentine |
| Médaille d'argent  | Pérou     |
| Médaille de bronze | Brésil    |
| 4                  | Colombie  |
| 5                  | Chili     |
| 6                  | Uruguay   |
| 7                  | Équateur  |
| 8                  | Bolivie   |